# Joke (lied)
Joke is een Nederlandstalig liedje van de Belgische zanger Jan De Wilde uit 1970.
De controversiële teksten van Jan De Wilde, zoals "Joke, Joke, trek je witte jurkje uit" zorgden voor ontstemming en verontwaardiging bij het meer conservatieve en katholieke gedeelte van de (Vlaamse) bevolking.
Hoewel het nummer niet als single werd uitgebracht, wakkerde het liedje de prille populariteit van Jan De Wilde enorm aan. De jaren daarop volgend groeide het nummer uit tot een klassieker, die tot vandaag tot de muzikale muziektrots wordt gerekend. Het nummer verscheen op zijn debuut-lp Zzrrrrôôô.

## Meewerkende artiesten
- Producer:
  - Frans Ieven
- Technicus & Recorder:
  - Paul Leponce
- Muzikanten:
  - Jan De Wilde (gitaar, zang)
  - Guido Van Hellemont (gitaar, zang)
  - Luk Marynissen (percussie)
  - Wim Bulens (basgitaar)